# Bancs Benares
Les bancs Benares, en anglais Benares Shoals, aussi appelé banc Benares, en anglais Benares Shoal, est un atoll de l'archipel des Chagos, dans le territoire britannique de l'océan Indien, un territoire britannique d'outre-mer.

## Géographie
L'atoll est situé dans le centre de l'océan Indien, dans le nord-est de l'archipel des Chagos, à six kilomètres au nord-ouest de l'atoll Peros Banhos et notamment de l'île Pierre. Administrativement, il est inclus dans le territoire britannique de l'océan Indien, un territoire britannique d'outre-mer. Cependant, Maurice réclame la souveraineté de l'archipel des Chagos, y compris le banc Benares.
Les bancs Benares sont un atoll d'origine corallienne entièrement submergé, de forme allongée orienté dans le sens nord-ouest-sud-est. Il mesure trois kilomètres de longueur, 700 mètres de largeur pour une superficie de 2 km2. La profondeur minimale est de 4,5 mètres à son extrémité ouest et il n'est visible en surface que par gros temps.

## Histoire
Les bancs Benares ont été découverts en 1837 par le commandant de la marine indienne Robert Moresby à bord du HMS Benares. Une carte marine détaillée de l'atoll a été établie et il a été baptisé du nom du navire.
Le 25 mai 2020, la nouvelle carte publiée par l'ONU fait apparaitre l'archipel des chagos comme territoire Mauricien.